# Село имени Мукана Тулебаева
имени Мукана Тулебаева (каз. М.Төлебаев ат.а.) — село в Саркандском районе Жетысуской области Казахстана. Административный центр Карашиганского сельского округа. Код КАТО — 196051100.

## Население
В 1999 году население села составляло 932 человека (477 мужчин и 455 женщин). По данным переписи 2009 года, в селе проживало 817 человек (409 мужчин и 408 женщин).